# 3441 Почайна
3441 Почайна (3441 Pochaina) — астероїд головного поясу, відкритий 8 жовтня 1969 року.
Тіссеранів параметр щодо Юпітера — 3,193.